# Pablo Escobar
Pablo Emilio Escobar Gaviria, (Rionegro, Kolumbija,  1. prosinca 1949. – Medellín, 2. prosinca 1993.), bio je kolumbijski narko-bos, krijumčar narkotika, koji je bio osnivač i jedini vođa Medellinskog kartela. Prozvan "kraljem kokaina", Escobar je najbogatiji kriminalac u povijesti, koji je do svoje smrti prikupio procijenjenu neto vrijednost od 30 milijardi američkih dolara - što je ekvivalentno 64 milijarde dolara 2021. - dok je njegov narko kartel monopolizirao trgovinu kokainom u Sjedinjene Američke Države 1980-ih i ranih 1990-ih.
Rođen u Rionegru i odrastao u Medellínu, Escobar je kratko studirao na Universidad Autónoma Latinoamericana u Medellínu, ali je napustio bez diplomiranja; umjesto toga počeo se baviti kriminalnim aktivnostima, prodajom ilegalnih cigareta i lažnih srećki, kao i sudjelovanjem u krađi motornih vozila. Početkom 1970-ih počeo je raditi za razne krijumčare droge, često otimajući ljude radi otkupnine.
Godine 1976. Escobar je osnovao Medellínski kartel, koji je distribuirao kokain u prahu, i uspostavio prve krijumčarske rute u Sjedinjene Države. Escobarova infiltracija u SAD stvorila je eksponencijalnu potražnju za kokainom i procijenjeno je da je do 1980-ih Escobar mjesečno vodio isporuke od 70 do 80 tona kokaina u zemlju iz Kolumbije. Kao rezultat toga, brzo je postao jedan od najbogatijih ljudi na svijetu, ali se neprestano borio protiv suparničkih kartela u zemlji i inozemstvu, što je dovelo do pokolja i ubojstava policajaca, sudaca, lokalnog stanovništva i istaknutih političara, čineći Kolumbiju svjetskom prijestolnicom ubojstava.
Na kolumbijskim parlamentarnim izborima 1982. Escobar je izabran za zamjenskog člana Zastupničkog doma kao dio pokreta Liberalna alternativa. Time je bio odgovoran za društvene projekte poput izgradnje kuća i nogometnih igrališta, čime je stekao popularnost među mještanima gradova koje je posjećivao. Međutim, Escobarove političke ambicije osujetile su kolumbijska i američka vlada, koje su rutinski zagovarale njegovo uhićenje, a za Escobara se smatra da je kao odmazdu organizirao bombaške napade na zgradu DAS-a i let 203 Avianca.
Godine 1991., Escobar se predao vlastima i osuđen je na pet godina zatvora po nizu optužbi, ali je s kolumbijskim predsjednikom Cesarom Gavirijom sklopio sporazum o neizručenju, uz mogućnost da bude smješten u vlastitom, samostalno izgrađenom zatvoru, La Catedral. Godine 1992. Escobar je pobjegao i sakrio se kada su ga vlasti pokušale premjestiti u standardniji pritvor, što je dovelo do potjere diljem zemlje. Kao rezultat toga, Medellínski kartel se raspao, a 1993. godine Escobara je u njegovom rodnom gradu ubila kolumbijska policija, dan nakon njegovog 44. rođendana.
Escobarovo naslijeđe ostaje kontroverzno; dok mnogi osuđuju gnusnu prirodu njegovih zločina, mnogi su ga u Kolumbiji smatrali figurom "nalik Robin Hoodu", jer je pružao mnoge pogodnosti siromašnima. Njegovo ubojstvo je oplakivano, a sprovodu je prisustvovalo preko 25.000 ljudi. Osim toga, njegovo privatno imanje, Hacienda Nápoles, pretvoreno je u tematski park. Njegov je život također poslužio kao inspiracija za film, televiziju i glazbu.

## Životopis

### Kriminalna karijera
Rođen je u Rodrigu u Kolumbiji i odrastao je u Medellínu. Studirao je kratko na sveučilištu u Medellínu, ali studij nije završio. Kriminalnu karijeru započeo je u Medellínu kao prodavač ilegalnih cigareta i lažnih listića igara na sreću te kasnije kao kradljivac automobila. Početkom 1970-tih počeo je raditi za razne narko krijumčare i otmičare često kidnapirajući ljude radi otkupnine. Poslije toga prelazi na prodaju kokaina, a 1976. udružuje manje narko skupine i stvara narko-kartel te uspostavlja stalne krijumčarske rute prema SAD. Promet kokaina iz Kolumbije, prvenstveno prema SAD-u, učinio je Escobara jednim od najbogatijih ljudi u svijetu (1989. godine je časopis Forbes objavio da je sedmi po bogatstvu u svijetu). Pretpostavlja se da je Medellinski kartel zaradio 30 milijardi dolara tijekom svog djelovanja. Stalno se borio s narko-konkurencijom u zemlji i van nje što je rezultiralo čestim masakrima i ubojstvima civila i policajaca, sudaca, lokalnih i viših političara. Escobar je od svojih prihoda kupio ekskluzivnu hacijendu, privatan zoološki vrt, zrakoplov, helikoptere, automobile itd. Escobar je bio nemilosrdan i okrutan i njegova krilatica je bila Plata o Plomo?, tj. novac (srebro) ili olovo?, što je značilo da je netko ili prihvaćao mito ili bi bio ubijen.

### Narodni junak i bezobzirni kriminalac
Sa svojim bogatstvom Escobar je zadobio popularnost kod siromašnog stanovništva te je bio opisivan kao Robin Hood Medellína jer je dijelio novac siromašnima i davao donacije u razne dobrotvorne svrhe, a jedno vrijeme početkom 1980-ih godina je bio i politički aktivan i izabran je kao zamjena u parlamentu. Bio je zadužen za komunalne projekte kao što su izgradnja zgrada i nogometnih igrališta što mu je podiglo popularnost među lokalnim stanovništvom. Prema nekim izvorima, imao je ambicije vremenom postati predsjednik države. Ministar pravosuđa, Rodrigo Lara Bonilla, međutim objavljuje da je Escobar kriminalac, što je rezultiralo Escobarovom naredbom za njegovo ubojstvo 1984. godine, poslije čega se Escobar sklanja jedno vrijeme u egzil u Panamu i Nikaragvu. 
Iako oko ovoga još uvijek postoje kontroverze, navodno je Escobar stajao iza napada na kolumbijski vrhovni sud 1985. kojeg je izvela ultra-ljevičarska militantna skupina M-19. U ovom terorističkom napadu ubijeno je pola sudaca vrhovnog suda. M-19 skupina je upala u sud i zapalila svu dokumentaciju i dokazni materijal za izručenje krijumčara droge Amerikancima među kojima je bio i sam Escobar.
Godine 1989. naredio je ubojstvo predsjedničkog kandidata Luisa Carlosa Galána. Medellinski kartel je teroristički djelovao ne samo protiv pravosudnog aparata već i protiv civilnog stanovništva, kolumbijskih inženjera, odvjetnika i ekonomista. U borbi protiv drugih narko-grupa Escobar je koristio profesionalne ubojice. Osim ubojstava političara, sudaca i policajaca, Medellinski kartel je također provodio teror protiv civilnog stanovništva, između ostalog podmetnuli su eksploziv u zrakoplov s ciljem ubojstva predsjedničkog kandidata Césara Gaviria, atentat u kojem je poginulo 110 osoba (ali ne i sam Gaviria, koji nije bio u zrakoplovu), a postavljali su eksplozivne naprave i u uredništva novina.

### Put u propast
Nakon višegodišnjeg teroriziranja cijele nacije Escobar se 1991. predaje vlastima i po nagodbi dobiva kaznu od 5 godina, s obzirom na to da je dobio garancije da neće biti izručen SAD-u. Escobar je zatvoren u La Catedral, luksuzan zatvor koji je sam uređivao. Iz zatvora je mogao upravljati svojim kriminalnim carstvom, a 1992. kada je prebačen u običan zatvor, odlučuje se na bijeg i skriva se od vlasti što je dovelo do sveopće nacionalne potrage za njim.
Kako bi pomogli kolumbijskoj policiji i vojsci, SAD šalju u ljeto 1992. godine specijalne snage Delta Force u Kolumbiju i započinje veliki lov na Pabla Escobara. Praćenjima i prisluškivanjima pokušalo se lokalizirati njegovo skrovište u Medellínu. Odgovornost za operativna djelovanja preuzeo je pukovnik Hugo Martinez. Čak je i druga paravojna postrojba Los Pepes (Perseguidos por Pablo Escobar), koja se sastojala od članova iz drugih narko-kartela, a koju je podržala CIA, sudjelovala u traženju Escobara, i ubila je više njegovih članova. Prisluškivanjem razgovora s Escobarovog mobilnog telefona uspijeva mu se otkriti skrovište. Tijekom uhićenja Escobar i njegov tjelohranitelj pokušavaju pobjeći, ali su obojica ubijeni.

### Kontroverze
Teško je za povjerovati da je Pablo Escobar mogao toliko dugo voditi narko kartel bez podrške visoke politike u Kolumbiji. Brojne su kontroverze oko njegovog djelovanja i onog što doista jest ili nije počinio tijekom svoje kriminalne povijesti. Nema jasnih dokaza za to da je Escobar stajao iza ultra-ljevičarskog napada od strane M-19 na vrhovni sud. Također postoje sumnje oko podmetanje dokaza tj. u stvarnu umješanost Escobara u rušenje civilnog aviona Avianca let 203 (pri čemu je poginulo 101 putnik, šest članova posade i troje ljudi na zemlji). Kolumbijski list El Espectador objavio je 2016. niz članaka u kojima je iznio određene argumente (tehnički kvar aviona) i napravio novu analizu nesretnog leta i pod upitnik stavio stvarnu Escobarovu umiješanost u njegovo rušenje. Prema nekima, i umiješanost u napad na vrhovni sud, i umiješanost u rušenje aviona, i određeni bombaški napadi u kojima se odgovornost pripisuje Escobaru, a koje on nikada nije prihvatio, orkestrirano je od strane visoke kolumbijske politike (podržane od tiska kojeg kontrolira vlada) kako bi se u narodu smanjila popularnost Escobara nakon što se i sam odlučio upustiti u politiku, a zastupajući podršku i prava siromašnih koji se može ocijeniti lijevim političkim usmjerenjem.
Istodobno kad je od njegovih neprijatelja proslavljana Escobareva smrt, veliki broj njegovih pristalica je žalio za njim; navodno je 25 tisuća ljudi došlo na njegov sprovod. Escobarova udovica s dvoje djece pobjegla je iz Kolumbije te su isprva imali problema dobiti azil u inozemstvu dok kasnije nisu od Kolumbije dobili nove identitete pa su se za stalno nastanili u Argentini, u Buenos Airesu. Sin Juan Pablo je promijenio ime u Sebastian Marroquin i radi kao arhitekt u Buenos Airesu. Njegovo pomirenje sa žrtvama ubojstva Lare Bonillas i Galánovim sinovima tema je dokumentarnoga filma Sins of My Father (2009).

## Vanjske poveznice
|  | Zajednički poslužitelj ima stranicu o temi Pablo Escobar |